# Syncordulia
Syncordulia is een geslacht van libellen (Odonata) uit de familie van de glanslibellen (Corduliidae).

## Soorten
Syncordulia omvat 4 soorten:
- Syncordulia gracilis (Burmeister, 1839)
- Syncordulia legator Dijkstra, Samways & Simaika, 2007
- Syncordulia serendipator Dijkstra, Samways & Simaika, 2007
- Syncordulia venator (Barnard, 1933)